# Gylippus monoceros
Espèce
Gylippus monoceros est une espèce de solifuges de la famille des Gylippidae.

## Distribution
Cette espèce est endémique de Turquie.

## Description
Le mâle décrit par Roewer en 1933 mesure 20 mm et la femelle 18 mm.

## Publication originale
- Werner, 1905 : Skorpione und Solifugen. Ergebnisse einer naturwissenschaftliche Reise zum Erdschais-Dagh (Kleinasien). Annalen des Naturhistorischen Museums in Wien, vol. 20, p. 113–114 (texte intégral).